# Мацукава Тікако
Тікако Мацукава (яп. 松川知華子; нар. 13 вересня 1984, префектура Тояма) — японська борчиня вільного стилю, триразова чемпіонка та срібна призерка чемпіонатів Азії, дворазова володарка та бронзова призерка Кубків світу, срібна призерка чемпіонату світу серед студентів.

## Життєпис
Боротьбою почала займатися з 1999 року. У 2001 році стала чемпіонкою Азії серед юніорів.
Виступала за спортивний клуб Університету Ніхон. Тренер — Томіяма Хідеакі.

## Спортивні результати на міжнародних змаганнях

### Виступи на Чемпіонатах Азії
| Змагання                       | Збірна | Вагова категорія          | Місце  |
| ------------------------------ | ------ | ------------------------- | ------ |
| Чемпіонат Азії з боротьби 2006 | Японія | жіноча боротьба, до 55 кг | Золото |
| Чемпіонат Азії з боротьби 2009 | Японія | жіноча боротьба, до 55 кг | Золото |
| Чемпіонат Азії з боротьби 2010 | Японія | жіноча боротьба, до 55 кг | Срібло |
| Чемпіонат Азії з боротьби 2011 | Японія | жіноча боротьба, до 55 кг | Золото |

### Виступи на Кубках світу
| Змагання                    | Збірна | Вагова категорія          | Місце  |
| --------------------------- | ------ | ------------------------- | ------ |
| Кубок світу з боротьби 2007 | Японія | жіноча боротьба, до 55 кг | 4      |
| Кубок світу з боротьби 2009 | Японія | жіноча боротьба, до 55 кг | Бронза |
| Кубок світу з боротьби 2010 | Японія | жіноча боротьба, до 55 кг | Золото |
| Кубок світу з боротьби 2011 | Японія | жіноча боротьба, до 55 кг | Золото |

### Виступи на Чемпіонатах світу серед студентів
| Змагання                                        | Збірна | Вагова категорія          | Місце  |
| ----------------------------------------------- | ------ | ------------------------- | ------ |
| Чемпіонат світу з боротьби серед студентів 2006 | Японія | жіноча боротьба, до 55 кг | Срібло |

### Виступи на інших змаганнях
| Змагання                                         | Збірна | Вагова категорія          | Місце  |
| ------------------------------------------------ | ------ | ------------------------- | ------ |
| Золотий Гран-прі з боротьби 2006                 | Японія | жіноча боротьба, до 55 кг | Золото |
| Austrian Ladies Open 2009                        | Японія | жіноча боротьба, до 55 кг | Золото |
| Золотий Гран-прі з боротьби 2009                 | Японія | жіноча боротьба, до 55 кг | Золото |
| Золотий Гран-прі з боротьби 2010 (Баку)          | Японія | жіноча боротьба, до 55 кг | Бронза |
| Всесвітні ігри бойових мистецтв 2010             | Японія | жіноча боротьба, до 55 кг | Срібло |
| Відкритий міжнародний турнір «Sunkist Kids» 2010 | Японія | жіноча боротьба, до 55 кг | Золото |

### Виступи на змаганнях молодших вікових груп
| Змагання                                      | Збірна | Вагова категорія          | Місце  |
| --------------------------------------------- | ------ | ------------------------- | ------ |
| Чемпіонат світу з боротьби серед юніорів 2003 | Японія | жіноча боротьба, до 55 кг | 4      |
| Чемпіонат Азії з боротьби серед юніорів 2004  | Японія | жіноча боротьба, до 55 кг | Золото |